# 岐阜県道173号文殊茶屋新田線

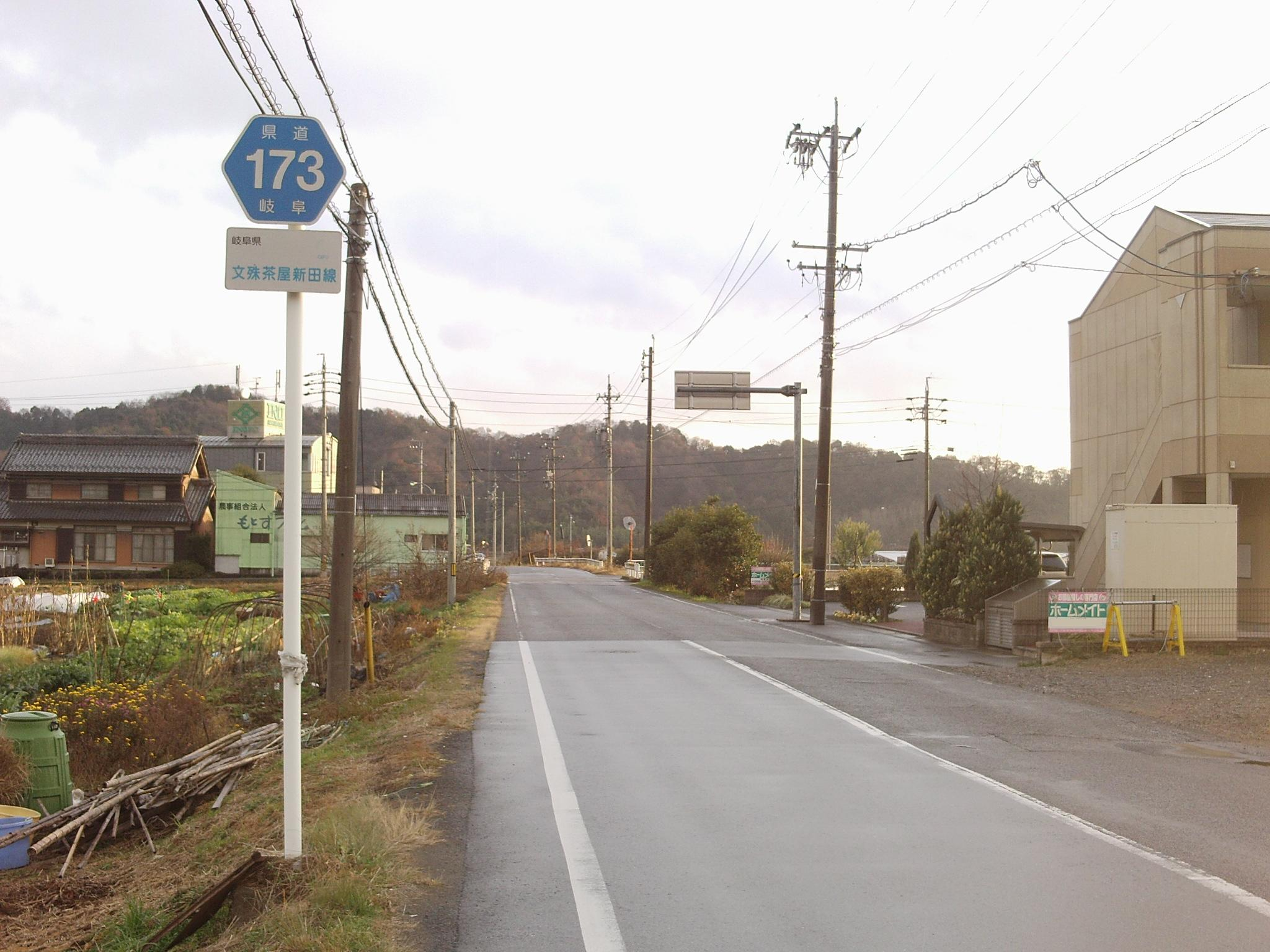
起点の「文殊」交差点付近

岐阜県道173号文殊茶屋新田線（ぎふけんどう173ごう もんじゅちゃやしんでんせん）とは岐阜県本巣市と同県岐阜市を結ぶ一般県道である。

## 概要
途中長良川を渡るが、長良川にこの県道の橋梁は整備されていない。小紅の渡しが運航されており、この県道の一部となっている。
岐阜市内にはバイパスと旧道が存在しており、かつてはバイパス、旧道ともに県道に指定されていたが、2021年までにすべての旧道が県道の指定から外れている。

### 路線データ
- 起点：岐阜県本巣市文殊（文殊交差点、岐阜県道78号岐阜大野線交点）
- 終点：岐阜県岐阜市茶屋新田
- バイパス区間：岐阜県岐阜市鏡島西2丁目（西鏡島2交差点、岐阜県道92号岐阜巣南大野線交点） - 岐阜市柳津町上佐波西1丁目（上佐波西1交差点、岐阜県道31号岐阜垂井線・岐阜県道157号鶉羽島線交点）

## 歴史

### 年表
- 2008年3月21日 - 岐阜市次木・次木堤畔交差点から岐阜市茶屋新田・長良大橋東交差点までの区間で区域変更。荒田川、長良川の左岸を通る旧道が県道の指定から外れ、バイパス・上佐波西1交差点経由の経路のみとなる[1]。
- 2021年4月1日 - 岐阜市薮田南・薮田南5交差点から岐阜市次木・次木堤畔交差点までの区間で区域変更。国道21号の下薮田交差点から南下する旧道が県道の指定から外れ、薮田南5交差点から南下するバイパスのみとなる[2]。

## 路線状況

### 重複区間
- 岐阜県道168号屋井黒野線（本巣市北野 - 岐阜市小西郷2丁目・小西郷2交差点）
- 国道157号（国道303号重複）（岐阜市下尻毛・下尻毛西交差点 - 下尻毛・下尻毛交差点）
- 岐阜県道92号岐阜巣南大野線（岐阜市鏡島精華3丁目・鏡島精華3交差点 - 鏡島西2丁目・西鏡島2交差点：旧線とバイパス線を結ぶ区間）
- 岐阜県道31号岐阜垂井線（岐阜市柳津町上佐波西1丁目・上佐波西1交差点 - 茶屋新田・長良大橋東交差点：バイパス線と旧線を結ぶ区間）
- 岐阜県道154号笠松墨俣線（岐阜市茶屋新田4丁目・茶屋新田4交差点 - 茶屋新田・長良大橋東交差点）

### 橋梁など
- 竹橋（伊自良川）
- 小紅の渡し（長良川）

## 地理
- 岐阜市下尻毛・下尻毛交差点から岐阜市曽我屋・竹橋西交差点までは伊自良川右岸の堤防道路である。
- 岐阜市次木・次木堤畔交差点から岐阜市茶屋新田・長良大橋東交差点までの旧道は荒田川、長良川の左岸の堤防道路であるが、2008年に県道の指定から外れている[1]。

### 通過する自治体
- 岐阜県
  - 本巣市
  - 岐阜市

### 交差する道路
- 岐阜県道78号岐阜大野線（本巣市文殊・文殊交差点）
- 岐阜県道168号屋井黒野線（本巣市北野、岐阜市小西郷2丁目・小西郷2交差点）
- 国道157号（国道303号重複）（岐阜市下尻毛・下尻毛西交差点、下尻毛・下尻毛交差点）
- 岐阜県道163号墨俣合渡岐阜線（岐阜市一日市場）
- 岐阜県道195号岐阜千本松原公園自転車道線（長良川自転車道）（岐阜市鏡島中）
- 岐阜県道92号岐阜巣南大野線（岐阜市鏡島精華3丁目・鏡島精華3交差点、鏡島西2丁目・西鏡島2交差点）
- 国道21号（岐阜市薮田南5丁目・薮田南5交差点）
- 岐阜県道31号岐阜垂井線・岐阜県道157号鶉羽島線（岐阜市柳津町上佐波西1丁目・上佐波西1交差点）
- 岐阜県道154号笠松墨俣線（岐阜市茶屋新田4丁目・茶屋新田4交差点）
- 岐阜県道153号羽島茶屋新田線（岐阜市茶屋新田・長良大橋東交差点）

### 沿線
- 本巣市役所
- 尻毛橋
- 島大橋（本路線は、島大橋の下をくぐる）
- 小紅の渡し
- 乙津寺 （鏡島弘法）
- JR西岐阜駅
- JR岐阜貨物ターミナル駅
- 県民ふれあい会館（OKBふれあい会館）
- 長良大橋